# Klaus-Peter Köhler
Klaus-Peter Köhler (* 18. Juni 1943 in Wscherau) ist ein deutscher Politiker. 1989 wurde er für die Republikaner ins Europäische Parlament gewählt, dem er nach seinem Austritt aus der Partei bis 1994 als fraktionsloser Abgeordneter angehörte.

## Biographie
Köhler war bis 1990 Landesvorsitzender der Republikaner in Baden-Württemberg. Bei der Europawahl 1989 zog er über die Liste der Republikaner ins Europaparlament ein. Er gehörte dort zunächst der Technischen Fraktion der Europäischen Rechten an. 1991 verließ er die Republikaner, behielt aber als fraktionsloser Abgeordneter bis zur nächsten Europawahl 1994 sein Mandat.
1995 wurde er von der Heidenheimer FDP als Kandidat zur baden-württembergischen Landtagswahl 1996 aufgestellt. Nachdem der damalige FDP-Landesvorsitzende Walter Döring gedroht hatte, die Partei in Heidenheim nicht antreten zu lassen, zog Köhler seine Kandidatur zurück.
Im Jahr 2001 war er in einer ökologischen Bürgerinitiative in Heidenheim tätig, ehe er sich der ödp anschloss. Ebenfalls 2001 gehörte er neben bekannten Akteuren der extremen Rechten (u. a. Alfred Mechtersheimer, Harald Neubauer und Peter Dehoust) zu den Unterzeichnern eines Aufrufs gegen US-amerikanische Kontrollstationen in Deutschland.
Zur Europawahl 2004 unterstützte er die Deutsche Partei in Baden-Württemberg. Köhler ist konfessionell römisch-katholisch.